# Parseier Spitze
Parseier Spitze är en bergstopp i Österrike.   Den ligger i distriktet Landeck och förbundslandet Tyrolen, i den västra delen av landet, 500 km väster om huvudstaden Wien. Toppen på Parseier Spitze är 3 036 meter över havet.
Terrängen runt Parseier Spitze är huvudsakligen bergig. Närmaste större samhälle är Landeck, 7,7 km sydost om Parseier Spitze. 
Trakten runt Parseier Spitze består i huvudsak av gräsmarker. Runt Parseier Spitze är det ganska glesbefolkat, med 27 invånare per kvadratkilometer.